# Lilla Flugen, Småland
Lilla Flugen är en sjö i Västerviks kommun i Småland och ingår i Botorpsströmmens huvudavrinningsområde. Sjön har en area på 0,348 kvadratkilometer och ligger 44 meter över havet. Sjön avvattnas av vattendraget Botorpsströmmen (Tynnsån).

## Delavrinningsområde
Lilla Flugen ingår i det delavrinningsområde (639357-153227) som SMHI kallar för Inloppet i Stora Flugen. Medelhöjden är 66 meter över havet och ytan är 8,48 kvadratkilometer. Räknas de 25 avrinningsområdena uppströms in blir den ackumulerade arean 475,42 kvadratkilometer. Avrinningsområdets utflöde Botorpsströmmen (Tynnsån) mynnar i havet. Avrinningsområdet består mestadels av skog (76 procent). Avrinningsområdet har 1,01 kvadratkilometer vattenytor vilket ger det en sjöprocent på 11,9 procent. Bebyggelsen i området täcker en yta av 0,91 kvadratkilometer eller 11 procent av avrinningsområdet.